# Xian de Toksu
Cette page contient des caractères spéciaux ou non latins. S’ils s’affichent mal (▯, ?, etc.), consultez la page d’aide Unicode.
Pour les articles homonymes, voir Xinhe.
Le xian de Toksu (新和县 ; pinyin : Xīnhé Xiàn ; ouïghour : توقسۇ ناھىيىسى / Toksu Nahiyisi) est un district administratif de la région autonome du Xinjiang en Chine. Il est placé sous la juridiction de la préfecture d'Aksou.

## Démographie
La population du district était de 134 335 habitants en 1999.